# La nuit est mon royaume (roman)
Pour le film de Georges Lacombe, voir La nuit est mon royaume.
La nuit est mon royaume (Nighttime Is My Time) est un roman policier américain de Mary Higgins Clark publié en 2003. La traduction française signée Anne Damour est parue en 2004.

## Résumé
Des anciens élèves diplômés de la Stonecroft Academy se retrouvent pour fêter l'obtention de leurs diplômes il y a vingt ans. Parmi eux se trouve Jane Sheridan devenue historienne.
Au cours de ce week-end, l'une des lauréates est enlevée et Jane apprend qu'une personne connaît son secret... Il y a dix-neuf ans, elle a mis au monde une petite fille Lily qu'elle a fait adopter. Aujourd'hui, la vie de Lily est en danger, et Jane est persuadée qu'un tueur est né parmi ses anciens camarades de la Stonecroft Academy.

## Personnages principaux
Jane Sheridan, une jeune historienne diplômée de la Stonecroft Academy.
Laura Wilcox, une actrice de séries télévisées.